# Кючук-Яшлав Джамісі
Кючук-Яшлав Джамісі (крим. Küçük Yaşlav Camisi) — мечеть в селі Кючук-Яшлав (Вікторівка) Бахчисарайського району, Автономна Республіка Крим.

## Історія
Мечеть перероблена з житлового будинку місцевого мешканця, що вирішив надати свій будинок для релігійних потреб односельців. До цього мешканці села по черзі збиралися у будинках односельців.
З того часу цей будинок, що став мечетю, перетворився на свого роду центр духовної культури Кучук Яшлав. Тут за власний кошт підприємця звели мінарет, зробили кімнату для омивання, а саме приміщення пристосували для колективної молитви.